# Llum de Latgale
Llum de Latgale (Latgale Gaisma) és un partit polític de Letònia, que defensa el regionalisme a Letgàlia. Té la seva base a la ciutat de Daugavpils i el seu líder és l'empresari local Rihards Eigims. El partit va guanyar les eleccions municipals de 2001 a Daugavpils, i Eigims fou escollit alcalde de la ciutat. Eigims fou alcalde fins al 2003, quan va perdre una moció de censura a l'ajuntament, després que molts membres del partit l'abandonessin. Posteriorment ha estat el principal partit de l'oposició a l'Ajuntament de Daugavpils.
El partit ha tingut menys èxit fora de Daugavpils. Va obtenir un escó a l'Ajuntament de Krāslava, però no ha pogut obtenir escons a les eleccions municipals en altres llocs de Latgale. A les eleccions legislatives letones de 2002 va obtenir l'1,6% dels vots i cap escó.